# Gelber Graustiel-Täubling
Der Gelbe Graustiel- oder Moor-Täubling (Russula claroflava) ist ein Pilz aus der Familie der Täublingsverwandten. Das Art-Epitheton leitet sich vom lateinischen clarus und flava ab. Ersteres bedeutet so viel wie „hell“ oder „klar“ und „flava“ heißt übersetzt „gelb“.

## Merkmale

### Makroskopische Merkmale
Dieser mittelgroße Vertreter der Gattung Täublinge hat einen zitronengelben bis leuchtend chromgelben und 4–10 cm breiten Hut. Die Oberfläche ist bei feuchtem Wetter schmierig-klebrig, sodass oft Blätter oder andere Pflanzenreste darauf festgeklebt sind. Bei Trockenheit ist die Huthaut matt und glanzlos. Die Hutmitte von ausgereiften Fruchtkörpern ist gewöhnlich leicht niedergedrückt, der Rand ist im Alter bisweilen gerieft bis gefurcht. Die Huthaut lässt sich bis zur Hälfte abziehen. Der 4–10 cm hohe Stiel ist weiß, gerade und 1–2 cm dick. Bei jungen Pilzen ist der Stiel voll und fest, im Alter wird er schwammig und grau. Die Lamellen sind blass ocker und ausgebuchtet am Stiel angewachsen oder fast frei. Alle Teile des Pilzes werden im Alter oder auf Druck hin grau bis schwärzlich. Das Fleisch ist weiß und im Schnitt schwärzend. Der Geruch ist kaum wahrnehmbar bis fruchtig. Das Sporenpulver ist blass ocker.

### Mikroskopische Merkmale
Die Sporen sind elliptisch 9–12 µm lang und 7,5–10 µm breit, gewöhnlich 1,5–2 µm länger als breit.
Die groben bis zu 1 µm hohen, dichtstehenden, stacheligen Warzen sind durch zahlreiche feine Linien miteinander verbunden und bilden ein ziemlich gut entwickeltes Netzwerk aus. Die Basidien sind 50–53 µm lang und 11 μm breit. Die bauchigen oder keuligen Zystiden sind oben stumpf oder spitz, 55–72 μm lang und 7–9 μm breit, mit oder ohne ein 1 µm langes Appendikul. In Sulfovanillin färben sich die Zystiden bis auf ein rosa Stielchen blau.
Die Huthaut enthält zahlreiche, lange, 3–4 µm breite Primordialhyphen. Primordialhyphen sind mehr oder weniger stark mit kristallinen oder tröpfchenartigen Ausscheidungen überkrustete Hyphen, die sich mit Karbolfuchsin gut anfärben lassen.

## Artabgrenzung
Der ebenfalls essbare Zitronentäubling kann dem Gelben Graustiel-Täubling sehr ähnlich sehen, so ähnlich, dass der Gelbe Graustiel-Täubling lange Zeit nur als Varietät des Zitronentäublings galt. Er ist aber blasser, die Lamellen sind weißlich und schmecken meist schärflich.

## Ökologie
Der Gelbe Graustiel-Täubling erscheint von Juni bis Oktober, in Hoch- und Zwischenmooren, Moorheiden, Schwarzerlen-Bruchwäldern und Torfbrüchen. Der Pilz bevorzugt feuchte oder wechselfeuchte, saure und nährstoffarme Standorte. Er kommt daher gern in der Nähe von Teichen und Seen vor. Oft findet man ihn in Torfmoospolstern. Gelegentlich kommt er auch an trockeneren Orten vor. Die typischen Mykorrhizapartner sind verschiedene Birkenarten. Der Pilz geht aber gelegentlich auch Symbiosen mit Erlen, Eschen, Zitterpappeln und Fichten ein.

## Verbreitung

Europäische Länder mit Fundnachweisen des Gelben Graustiel-Täublinga.
Legende:
Länder mit Fundmeldungen
Länder ohne Nachweise
keine Daten
außereuropäische Länder

Der Gelbe Graustiel-Täubling ist eine holarktische, temperate bis boreale Art. Er kommt in Nordasien (Kaukasus und Sibirien), Nordamerika (Kanada, USA, Mexico) und Europa vor. In Südeuropa fehlt er meist, in Osteuropa (Belarus) ist er selten, in Großbritannien, Nordwest- und Mitteleuropa kommt er zerstreut vor, in Nordeuropa (Skandinavien, Estland, Nordrussland) ist er weit verbreitet und reicht in Schweden bis weit nach Lappland.
In Deutschland kommt der Gelbe Graustiel-Täubling unregelmäßig zerstreut von der Küste bis zu den Alpen vor. In Norddeutschland gilt er als Charakterart des Birkenbruchs. In Deutschland ist die Art durch Entwässerung von Mooren und Schadstoffbelastungen stark gefährdet.

## Systematik

### Äußere Systematik
Der Gelbe Graustiel-Täubling wird in die Sektion Decolorantes gestellt.

## Bedeutung
Der Gelbe Graustiel-Täubling ist essbar und gilt als guter, mild-schmeckender Speisepilz.